# Jiran
Jiran è una suddivisione dell'India, classificata come nagar panchayat, di 10.519 abitanti, situata nel distretto di Neemuch, nello stato federato del Madhya Pradesh. In base al numero di abitanti la città rientra nella classe IV (da 10.000 a 19.999 persone).

## Geografia fisica
La città è situata a 24° 19' 05 N e 74° 53' 19 E.

## Società

### Evoluzione demografica
Al censimento del 2001 la popolazione di Jiran assommava a 10.519 persone, delle quali 5.301 maschi e 5.218 femmine. I bambini di età inferiore o uguale ai sei anni assommavano a 1.429, dei quali 719 maschi e 710 femmine. Infine, coloro che erano in grado di saper almeno leggere e scrivere erano 6.480, dei quali 4.060 maschi e 2.420 femmine.